# Eria ferruginea
Eria ferruginea là một loài phong lan.